# Gerard Meerman
Pour les articles homonymes, voir Meerman.
Baron Gerard Meerman est un magistrat et érudit hollandais, né à Leyde en 1722, mort à Aix-la-Chapelle en 1771. Il est le père de Jean Meerman van Dalem et Vuren.
Il s’adonna particulièrement à l’étude des mathématiques et du droit, publia, fort jeune encore, quelques ouvrages sur ces sciences, fit plusieurs voyages dans un but d’érudition de 1744 à 1747, puis devint conseiller pensionnaire en second (1748), premier syndic de Rotterdam (1753), conseiller au haut tribunal de la vénerie de Hollande et de West-Frise (1766). 
Il reçut de l’empereur Joseph II le titre de baron et de Louis XV le cordon de l’ordre de Saint-Michel, bien qu’il fût protestant. Tout en remplissant les fonctions dont il était investi, Meennan composa plusieurs ouvrages qui dénotent une solide érudition. 

## Œuvres
Nous citerons de lui : 
- Specimen calculi fluxionalis (1742, in-4°j ;
- Specimen animadversionum criticarum in Caii institutiones (Madrid, 1743) ;
- Novus thésaurus juris civilis et canonici (La Haye, 1751-1753, 7 vol. in-fol.) ;
- Origines typographicæ (La Haye, 1765, in-4"), ouvrage dans lequel il cherche à établir, par une multitude de documents, que l’invention des types mobiles en bois revient à Laurent Coster de Harlem et que Gutenberg ne fit que la perfectionner en employant des caractères eu métal fondu.

## Source
« Gerard Meerman », dans Pierre Larousse, Grand dictionnaire universel du XIXe siècle, Paris, Administration du grand dictionnaire universel, 15 vol., 1863-1890 [détail des éditions].